# Армено
Армено (італ. Armeno, п'єм. Armagn) — муніципалітет в Італії, у регіоні П'ємонт,  провінція Новара.
Армено розташоване на відстані близько 550 км на північний захід від Рима, 105 км на північний схід від Турина, 45 км на північ від Новари.
Населення — 2180 осіб (2014).
Покровителька — Богородиця Небовзята.

## Демографія
Населення за роками:

Станом на 1 січня 2023 року в муніципалітеті офіційно проживало 117 іноземців з 28 країн, серед них 39 громадян країн Євросоюзу та 24 громадяни України.

## Сусідні муніципалітети
- Амено
- Бровелло-Карпуньно
- Колацца
- Джиньєзе
- Массіно-Вісконті
- М'язіно
- Неббьюно
- Оменья
- Петтенаско
- Пізано